# Machel Cedenio
Machel Cedenio (6 de septiembre de 1995, Punta Fortín, Trinidad y Tobago) es un atleta trinitense, campeón del mundo en 2017 en relevo 4 x 400 metros.

## Carrera deportiva
En el Mundial de Pekín 2015 gana la medalla de plata en la prueba de relevo 4 x 400 metros, quedando situados en el podio tras los estadounidenses y por delante de los británicos y siendo sus compañeros de equipo: Renny Quow, Lalonde Gordon, Deon Lendore y Jarrin Solomon.
Dos años más tarde, en el Mundial de Londres 2017 ganan el oro en la misma prueba, por delante de los estadounidenses y británicos, y siendo sus compañeros de equipo en esta ocasión: Jarrin Solomon, Jereem Richards, Lalonde Gordon y Renny Quow.